# M/T Hrvat
M/T Hrvat je trajekt za lokalne linije, u vlasništvu najvećeg hrvatskog brodara Jadrolinije. Izgrađen je 2007. godine, u hrvatskom brodogradilištu Kraljevica. Izgrađen je za održavanje trajektne linije Split-Supetar. Ime je dobio po jednom poznatom hrvatskom parobrodu iz 20. stoljeća, koji se također zvao Hrvat.
Ovaj je trajekt izgrađen zajedno s Jurjem Dalmatincem, koji održava liniju Zadar-Preko. Oba su trajekta novija inačica, nešto starijeg Marjana, koji je izgrađen 2005. godine. Danas Hrvat, liniju Split-Supetar, održava s Marjanom.
Trajekt Hrvat kapaciteta je 138 automobila i 1.200 putnika.

## Galerija
- Hrvat ulazi u splitsku luku, 20. rujna 2011.

## Vanjske poveznice
|  | Zajednički poslužitelj ima još gradiva o temi M/T Hrvat |